# Міловська сільська рада (Великобурлуцький район)
Міловська́ сільська́ ра́да — адміністративно-територіальна одиниця та орган місцевого самоврядування в Великобурлуцькому районі Харківської області. Адміністративний центр — село Мілове.

## Загальні відомості
- Міловська сільська рада утворена в 1918 році.
- Територія ради: 77,58 км²
- Населення ради: 710 осіб (станом на 2001 рік)

## Населені пункти
Сільській раді підпорядковані населені пункти:
- с. Мілове
- с. Чугунівка
- с. Шев'яківка

## Склад ради
Рада складається з 12 депутатів та голови.
- Голова ради: Ковиршин Микола Іванович
- Секретар ради: Бунчикова Людмила Захарівна

### Керівний склад попередніх скликань
| Прізвище, ім'я, по батькові | Основні відомості                                                         | Дата обрання | Дата звільнення |
| --------------------------- | ------------------------------------------------------------------------- | ------------ | --------------- |
| Ковиршин Микола Іванович    | Сільський голова, 1949 року народження, освіта вища                       | 26.03.2006   | 31.10.2010      |
| Ковиршин Микола Іванович    | Сільський голова, 1949 року народження, освіта вища, член Партії регіонів | 31.10.2010   |                 |

Примітка: таблиця складена за даними сайту Верховної Ради України

### Депутати
За результатами місцевих виборів 2010 року депутатами ради стали:

#### За суб'єктами висування
| Суб'єкт висування | Кількість обраних депутатів | %  |
| ----------------- | --------------------------- | -- |
| Партія регіонів   | 9                           | 75 |
| Самовисування     | 3                           | 25 |

#### За округами
| № округу        | Прізвище, ім'я, по батькові | Дата визнання обраним | Освіта             | Партійна приналежність | Відомості про обраного депутата           |
| --------------- | --------------------------- | --------------------- | ------------------ | ---------------------- | ----------------------------------------- |
| Партія регіонів |                             |                       |                    |                        |                                           |
| 2               | Єлисеєва Тетяна Анатоліївна | 03.11.2010            | середня спеціальна | член Партії регіонів   | Міловська с/р., головний бухгалтер        |
| 3               | Масюков Віктор Олексійович  | 03.11.2010            | вища               | член Партії регіонів   | Міловська загальноосвітня школа, вчитель  |
| 4               | Семенова Ольга Анатоліївна  | 03.11.2010            | середня спеціальна | член Партії регіонів   | Міловська с/р, землевпорядник             |
| 5               | Бунчиков Юрій Васильович    | 03.11.2010            | вища               | член Партії регіонів   | тимчасово не працює                       |
| 6               | Злобин Володимир Родіонович | 03.11.2010            | середня            | член Партії регіонів   | пенсіонер                                 |
| 8               | Посохова Наталія Іванівна   | 03.11.2010            | середня            | член Партії регіонів   | ЧП Крюков, продавець                      |
| 9               | Жиліна Валентина Миколаївна | 03.11.2010            | середня            | член Партії регіонів   | тимчасово не працює                       |
| 10              | Панін Сергій Леонідович     | 03.11.2010            | середня            | член Партії регіонів   | ЧП, керівник                              |
| 12              | Шабанов Микола Гаврилович   | 03.11.2010            | середня            | член Партії регіонів   | пенсіонер                                 |
| Самовисування   |                             |                       |                    |                        |                                           |
| 1               | Бунчикова Людмила Захарівна | 03.11.2010            | середня спеціальна | позапартійна           | Міловська с/р., секретар                  |
| 7               | Щеглов Віктор Валерійович   | 03.11.2010            | середня            | позапартійний          | Міловська загальноосвітня школа, опалювач |
| 11              | Лустік Валентина Йосиповна  | 03.11.2010            | середня спеціальна | позапартійна           | фельдшерсько-акушерський пункт, фельдшер  |